# Bobo-Dioulasso
Bobo-Dioulasso è la seconda più grande città del Burkina Faso (537 728 abitanti). Si trova nella parte sudoccidentale del Paese, nella provincia di Houet, circa 300 km a ovest della capitale Ouagadougou; si affaccia sul fiume Houët. Il nome della città significa "patria del popolo Bobo di lingua dioula; i Bobo sono infatti il gruppo etnico più rappresentato nella regione. Bobo-Dioulasso è comunque una città multietnica e multiculturale, soprattutto per via del suo storico ruolo di crocevia delle rotte commerciali trans-sahariane.

## Storia
Bobo-Dioulasso fu fondata nel XV secolo, originariamente con il nome di Sya. Nel 1897 fu occupata dai francesi. Lo sviluppo della città ricevette un notevole impulso dalla costruzione della ferrovia di collegamento fra Abidjan e Ouagadougou.

## Monumenti e luoghi d'interesse

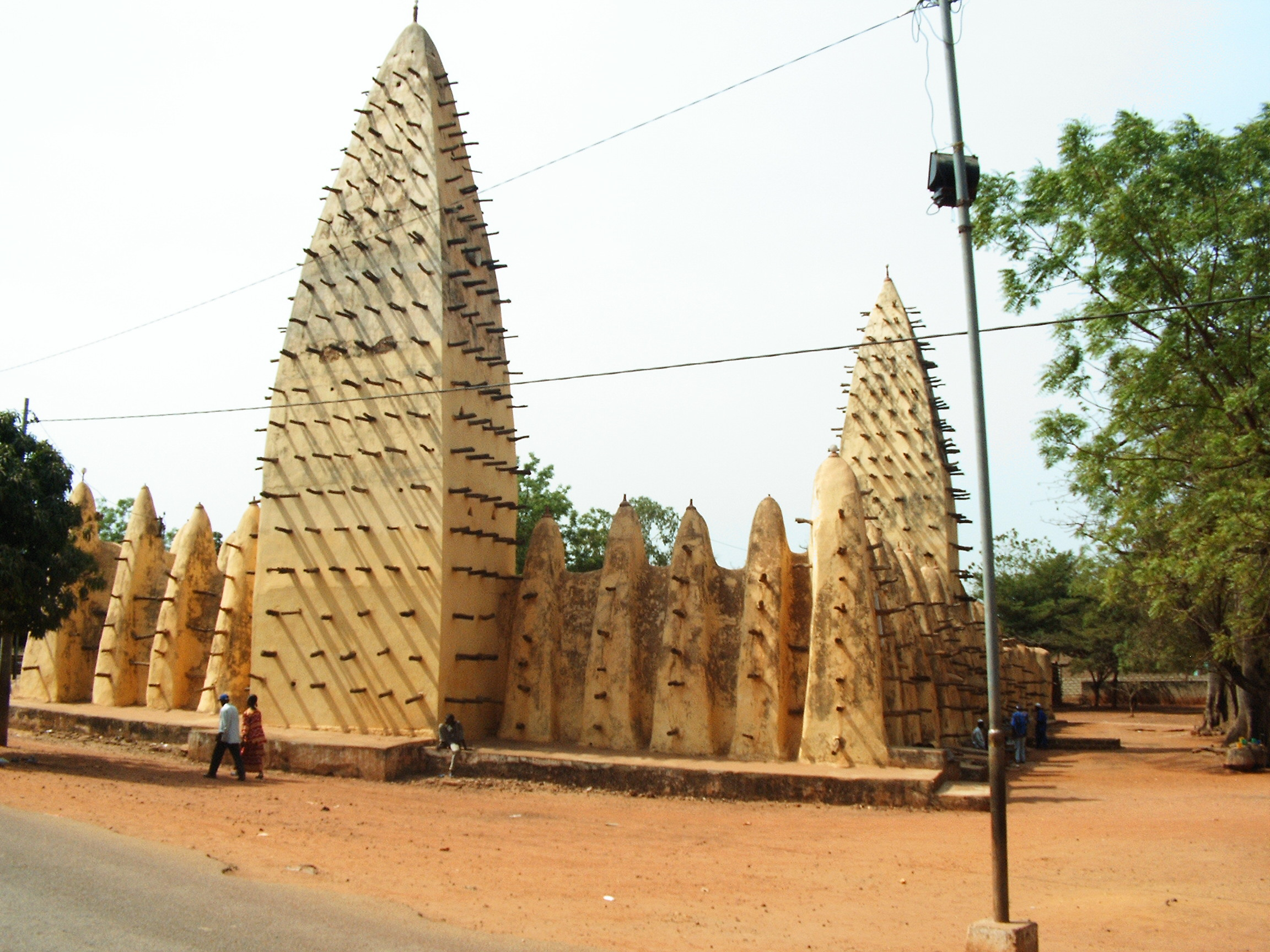
La Grande Moschea

Bobo-Dioulasso è famosa per la sua Grande Moschea, costruita nel 1880 e fatta di fango, secondo il tipico stile sudanese. Altri luoghi importanti sono il palazzo Konsa e il lago dei pesci, sacro per la religione tradizionale locale. Vi si trovano anche un museo, uno zoo e un mercato di ceramiche.

## Economia
Bobo-Dioulasso è un importante centro economico. Vi si pratica il commercio di prodotti agricoli e vi hanno sede numerosi stabilimenti tessili.

## Cultura
La cultura dell'etnia Bobo è quella predominante del Burkina Faso. Particolare importanza riveste per il paese la musica del Burkina Faso, la musica bobo.

## Amministrazione
L'organizzazione amministrativa del dipartimento di Bobo-Dioulasso è diversa da quella di tutti gli altri, ad esclusione del distretto della capitale Ouagadougou: esiste infatti un'ulteriore suddivisione amministrativa in 4 distretti (in francese arrondissement), ognuno dei quali ha un proprio sindaco ed un proprio consiglio che lo amministra, tre dei quali compongono la città vera e propria, mentre il quarto è il distretto rurale.

### I distretti di Bobo-Dioulasso
| Distretto        | N. settori | N. villaggi | Abitanti |
| ---------------- | ---------- | ----------- | -------- |
| Dafra            | 10         | 0           | 175.903  |
| Do               | 7          | 0           | 153.790  |
| Konsa            | 8          | 0           | 105.850  |
| Distretto rurale | 25         | 35          | 61.919   |

I 35 villaggi che compongono il distretto rurale sono: Bana, Bare, Borodougou, Dafinso, Darsalamy, Dinderesso, Dingasso, Dodougou, Dogotelama, Doufiguisso, Farakoba, Kekelesso, Kimidougou, Koikoile, Kokoroue, Koro, Kotedougou, Kouentou, Koumi, Leguema, Logofoursso, Matourkou, Moamy, Moussobadougou, Nasso, Niamadougou, Noumousso, Ouolonkoto, Pala, Panamasso, Samagan, Santidougou, Sogossagasso, Tondogosso e Yegueresso.

## Infrastrutture e trasporti

### Ferrovie
Bobo-Dioulasso è servita da una propria stazione posta lungo la ferrovia Abidjan-Ouagadougou.

### Aeroporti
L'aeroporto di Bobo-Dioulasso è situato a 3 km a sud-ovest del centro cittadino. Vi operano voli per Ouagadougou e Abidjan.